# Volby v Bosně a Hercegovině
Volby v Bosně a Hercegovině jsou svobodné. Volí se do parlamentu, obecních zastupitelstev a každé čtyři roky se konají prezidentské volby. Celostátně voliči volí do dvoukomorového parlamentu 42 poslanců. V rámci Federace Bosny a Hercegoviny se volí do dvoukomorového parlamentu 58 poslanců, v rámci Republiky srbské do jednokomorového parlamentu 83 poslanců poměrným volebním systémem.

## Dominantní politické strany
- Stranka za Bosnu i Hercegovinu
- Srpska demokratska stranka
- Sociálnědemokratická strana Bosny a Hercegoviny
- Aliance nezávislých sociálních demokratů
- Chorvatská demokratická unie Bosny a Hercegoviny